# Christoph Ammon

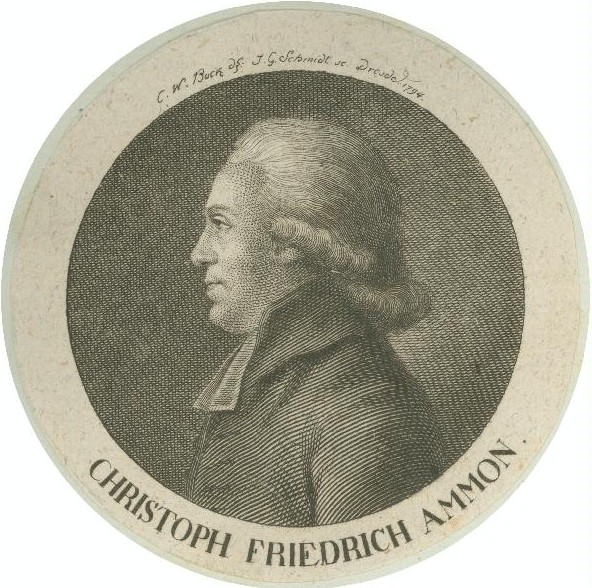
Christoph Friedrich Ammon. Stich von Johann Gottfried Schmidt (1794)

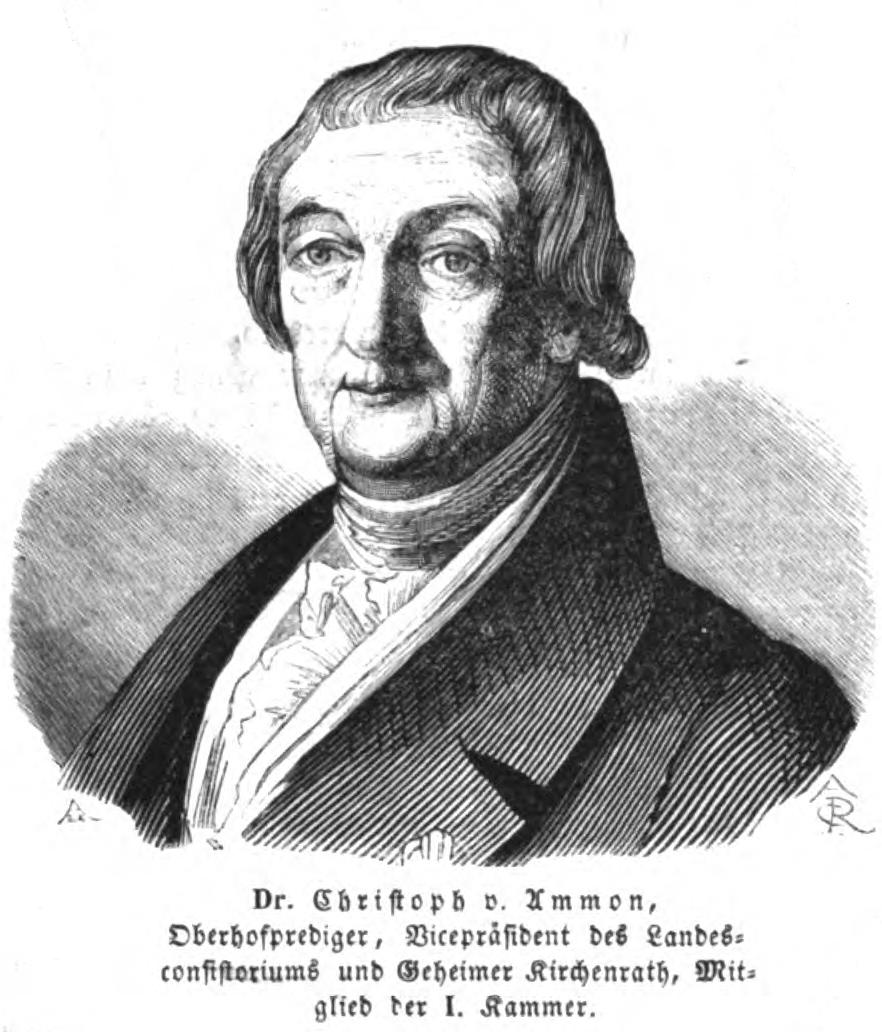
Christoph Friedrich Ammon, 1847

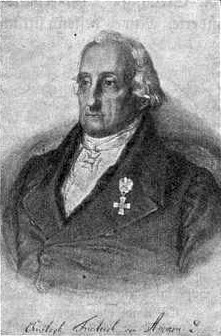
Christoph Friedrich Ammon, undatiert

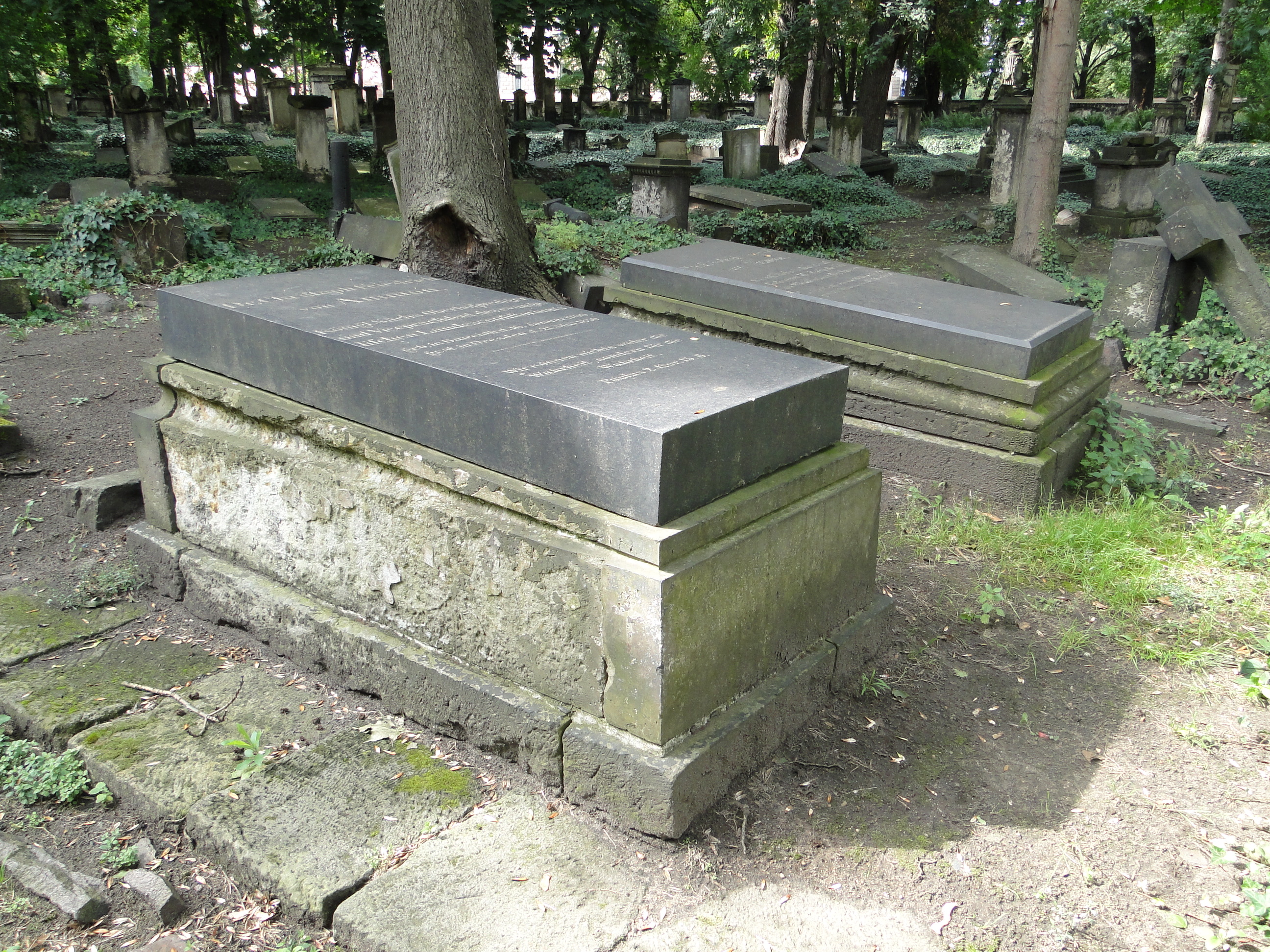
Grab Christoph Friedrich von Ammons (vorn) auf dem Eliasfriedhof in Dresden

Christoph Friedrich Ammon, ab 1824 von Ammon (* 16. Januar 1766 in Bayreuth; † 21. Mai 1850 in Dresden) war ein deutscher protestantischer Theologe und wichtiger Vertreter des rationalistischen Supranaturalismus.

## Familie
Ammon entstammte einem bayerischen und sächsischen Adelsgeschlecht, das ursprünglich aus Nürnberg kam. Der Familie Ammon wurde im Jahr 1594 von Kaiser Rudolf II. bestätigt und gestattet, ihr altes Wappen wieder vereinigt anzunehmen und sich dem Reichsadel beizuzählen. Im Jahr 1824 wurden unter Berufung auf die genannte Bestätigung von 1594 die vier Söhne des Bayreuther Kammerrats Philipp Michael Paul Ammon (1738–1812) und der Eleonore Marie Eusebia Grieshammer (1745–1821) mit Diplom vom 21. September 1824 in die Adelsmatrikel des Königreichs Bayern einverleibt. Der älteste Sohn, Christoph Ammon, erhielt zudem die Erlaubnis, sich mit seinen Nachkommen dieses Adels auch im Königreich Sachsen bedienen zu dürfen.
Ammon heiratete in erster Ehe am 31. Januar 1790 in Erlangen Elisabetha Breyer, eine Tochter des Theologen Johann Friedrich Breyer. Aus dieser Ehe stammten die beiden Söhne Friedrich von Ammon, Theologe und Dekan der Erlanger Theologischen Fakultät, und der Augenarzt August von Ammon; seine Tochter Caroline Friederike Louise war mit dem Theologen August Ludwig Gottlob Krehl verheiratet. In zweiter Ehe heiratete Ammon am 19. Juni 1823 in Dresden Marianne Becker.
Ammon erhielt am 28. November 1824 in Dresden die sächsische Adelserneuerung.

## Werdegang
Ammon wurde 1789 zum Professor für Philosophie, dann 1790 für Theologie in Erlangen ernannt. Im Jahr 1794 wurde er an die Georg-August-Universität Göttingen berufen. Im Jahr 1804 kehrte er nach Erlangen zurück. Er erhielt 1813 das Amt des Oberhofpredigers und wurde Oberkonsistorialrat in Dresden. Im Jahr 1831 wurde Ammon Mitglied des Ministeriums des Kultus und Vizepräsident des Oberkonsistoriums.
Theologisch vertritt Ammon in seinen Werken Entwurf einer biblischen Theologie (3 Bde., 1801) und Summa Theologia Christiana (1803) einen historisch-kritischen Rationalismus, der auf Immanuel Kant fußt. Erst in Bittere Arznei für die Glaubensschwäche unserer Zeit (1817) wird Ammon zum Verteidiger der aus der Erweckung stammenden und in das Neuluthertum führenden Thesen Claus Harms’, wofür er von Friedrich Schleiermacher scharf angegriffen wird.
Ab 1830 findet sich Ammon wieder beim (historisch-kritischen) Rationalismus – so in der 4. Auflage der Summa, in Die Fortentwicklung des Christentums zur Weltreligion (4 Bde., 1836–1840), im Handbuch der christlichen Sittenlehre (3 Bde., 1823-1829), in der Geschichte des Lebens Jesu (3 Bde., 1842–1847) und in Die wahre und die falsche Orthodoxie (1849).
Er war Mitglied der Dresdner Freimaurerloge Zu den drei Schwertern. 1846 wurde er als Ordentliches Mitglied in die Königlich Sächsische Gesellschaft der Wissenschaften aufgenommen.
Christoph Friedrich Ammon verstarb im Mai 1850 in Dresden und wurde auf dem Eliasfriedhof im Feld B 4-15 beigesetzt. Nach ihm wurde 1855 in Dresden der Environweg zwischen Hauptbahnhof und Bahnhof Mitte in Ammonstraße umbenannt.

## Mitgliedschaften
Christoph Ammon war Mitglied der Deutschen Morgenländischen Gesellschaft.

## Schriften (Auswahl)
- Ueber das Todtenreich der Hebräer von den frühesten Zeiten bis auf David. Eine Einladungsschrift zur jährlichen Feier des dankbaren Andenkens an den unvergeßlichen Wohlthäter unserer Akademie weyl. Se. Excellenz Herrn Carl Wilhelm Buirette von Oehlefeldt. Hilpert, Erlangen 1792. (Digitalisat)
- Abhandlungen zur Erläuterung seiner wissenschaftlich-praktischen Theologie . Vandenhoeck & Ruprecht 1798. (Digitalisat)
- Biblische Theologie. 3 Bände. Palm, Erlangen 1801. (Digitalisat Band 1), (Band 2), (Band 3)
- Geschichte der praktischen Theologie oder der Homiletik, Katechetik, Liturgik und Pastoral seit der Wiederherstellung der Wissenschaften. Band 1: Homiletik. Röwer, Göttingen 1804. (Digitalisat)
- Inbegriff der evangelischen Glaubenslehre. Nach dem lateinischen, zu akademischen Vorlesungen bestimmten Lehrbuche von dem Verfasser selbst bearbeitet. Dieterich, Göttingen 1805. (Digitalisat)
- Predigten über Jesum und seine Lehre, für gebildete Leser. 3 Bände. Walther, Dresden 1819. (Digitalisat Band 1), (Band 2)
- Neue Beleuchtung der unsichtbaren Kirche. Hilscher, Dresden 1828. (Digitalisat)
- Die Fortbildung des Christenthums zur Weltreligion eine Ansicht der höheren Dogmatik. Vogel, Leipzig 1836. (Digitalisat Band 1)
- Geistesverirrungen des "Baron Otto von Uckermann ..." in seinem Sendschreiben an den Herrn Professor W[ilhelm] T[raugott] Krug (etc.) Arnold, Leipzig 1837. (Digitalisat)
- Handbuch der christlichen Sittenlehre. 3 Bände. Göschen, Leipzig 1838. (Digitalisat Band 1), (Band 2), (Band 3)
- Die gemischten Ehen, namentlich der Katholiken und Protestanten, nach den Ansichten des Christenthums, der Geschichte, des Rechtes und der Sittlichkeit. Mit besonderer Rücksicht auf das religiöse Zeitbedürfniß. Teubner, Dresden 1839. (Digitalisat)
- Die Geschichte des Lebens Jesu. Mit steter Ruksicht auf die vorhandenen Quellen. 3 Bände. Vogel, Leipzig 1842–1847. (Digitalisat Band 1), (Band 2)
- Die wahre und falsche Orthodoxie. Eine geschichtliche Darstellung. Vogel, Leipzig 1849. (Digitalisat)